# Mesochria thaii
Espèce
Mesochria thaii est une espèce de diptères nématocères de la famille des Anisopodidae.

## Description
L'holotype de Mesochria thaii mesure 1,96 mm, ses ailes ont une longueur de 2,27 mm pour 1,30 mm de large. 

## Publication originale
- (en) László Papp, Bernhard Merz et Mihály Földvári, « Diptera of Thailand - A summary of the families and genera with references to the species representations », Acta Zoologica Academiae Scientiarum Hungaricae, Musée hongrois des sciences naturelles, vol. 52, no 2,‎ 2006, p. 97–269 (ISSN 1217-8837 et 2064-2474, OCLC 30598589, lire en ligne).